# دمای عامل
دمای عامل (انگلیسی: Operative temperature) یا ({\displaystyle t_{o}}) به دمایی گفته می‌شود که از پرتو یا تابش و همرفت بدست می‌آید.
فرمول محاسبهٔ دمای عامل به شرح زیر است:
{\displaystyle t_{o}={\frac {(h_{r}t_{mr}+h_{c}t_{a})}{h_{r}+h_{c}}}}
جایی که،
{\displaystyle h_{c}} = ضریب انتقال همرفتی حرارت
{\displaystyle h_{r}} = ضریب انتقال حرارت تابشی خطی
{\displaystyle t_{a}} = دمای هوا
{\displaystyle t_{mr}} = میان‌گین دمای تابش
یا
{\displaystyle t_{o}={\frac {(t_{mr}+(t_{a}\times {\sqrt {10v}}))}{1+{\sqrt {10v}}}}}
جایی که،
{\displaystyle v} = سرعت هوا
{\displaystyle t_{a}} و {\displaystyle t_{mr}} دارای معنایی مشابه بالاست.